# Переладова, Светлана Семёновна
Светла́на Семёновна Перела́дова (20 февраля 1953, Новосибирск, РСФСР, СССР — 21 июля 1984, Москва) — советская актриса театра и кино.

## Биография
Ученица Людмилы Ставской (Щукинское училище, 1971—1975). На первый курс её приняли «условно», но уже после первых показов самостоятельных работ она была зачислена в институт.
Служила в МАТ имени Е. Б. Вахтангова, стала одной из ведущих актрис (1975—1984).
Сыграла в нескольких фильмах. Прекрасно исполнила роль Мери («Пир во время чумы», «Маленькие трагедии», режиссёр Михаил Швейцер). Там в её песне были слова: «Если ранняя могила суждена моей весне…»
В июле 1984 года, спустя несколько дней после смерти, Светлану обнаружили в маленькой комнате, которую она снимала в коммунальной квартире. О причине произошедшего до сих пор ничего не известно.
Похоронена на Хованском кладбище.

## Роли в театре
- «Коронация» — Аня
- «Великая магия» Э. Де Филиппо — Амелия
- «Леший» А. П. Чехова — Сонечка
- «Гибель эскадры» А. Е. Корнейчука — Оксана
- «Мистерия-буфф» В. В. Маяковского — Работница

## Фильмография
- 1975 — Рыжий самолёт — Ия
- 1975 — Концерт для двух скрипок — Оля
- 1977 — Рудин — Наталья Алексеевна Ласунская
- 1977 — Странная женщина — влюблённая в Юрия
- 1978 — Золушка (фильм-спектакль) — сестрица
- 1978 — Тогда в Севилье — Дон Жуан
- 1979 — Красный велосипед — Алёна
- 1979 — Маленькие трагедии — Мери (поёт Валентина Игнатьева) и некрасивая девушка
- 1980 — Великая магия (фильм-спектакль) — Амелия
- 1982 — Мистерия-Буфф (фильм-спектакль) — работница

## Критика
О роли актрисы в постановке «Мистерия-буфф» на сцене театре имени Вахтангова журнал «Огонёк» в 1981 году писал:

Слово поэта звучит во всю мощь — духоподъемно, призывно, страстно — и прежде всего в устах Рабочего (В. Зозулин) и Работницы (С. Переладова), выступающих не только от своего имени, но как бы и от автора, направляя весь ход представления.

В финальной сцене «Пира во время чумы»: песня Мэри (стилизация древней шотландской мелодии) приобретает свойство иномирности именно в сочетании с анемичным лицом актрисы (мимика Светланы Переладовой совершенно не соответствует силе и характеру звукоизвлечения во время пения).— Юлия Михеева - Эстетика звука в советском и постсоветском кинематографе // Научно-исследовательский институт киноискусства ВГИК, 2016

Роль Мери исполняла Светлана Переладова. Естественно, очень трудно было Михаилу Швейцеру найти актрису, которая бы так подходила для английского места действия и оригинальной пьесы, по которой Пушкин писал «Маленькие трагедии». Вот эта бледность, вот эта такая прозрачная блондинистость и чтобы был такой голос. Сочетание получилось совершено потрясающее.— Эхо Москвы. Сергей Бунтман. Авторская передача 96 страниц